# Duffel

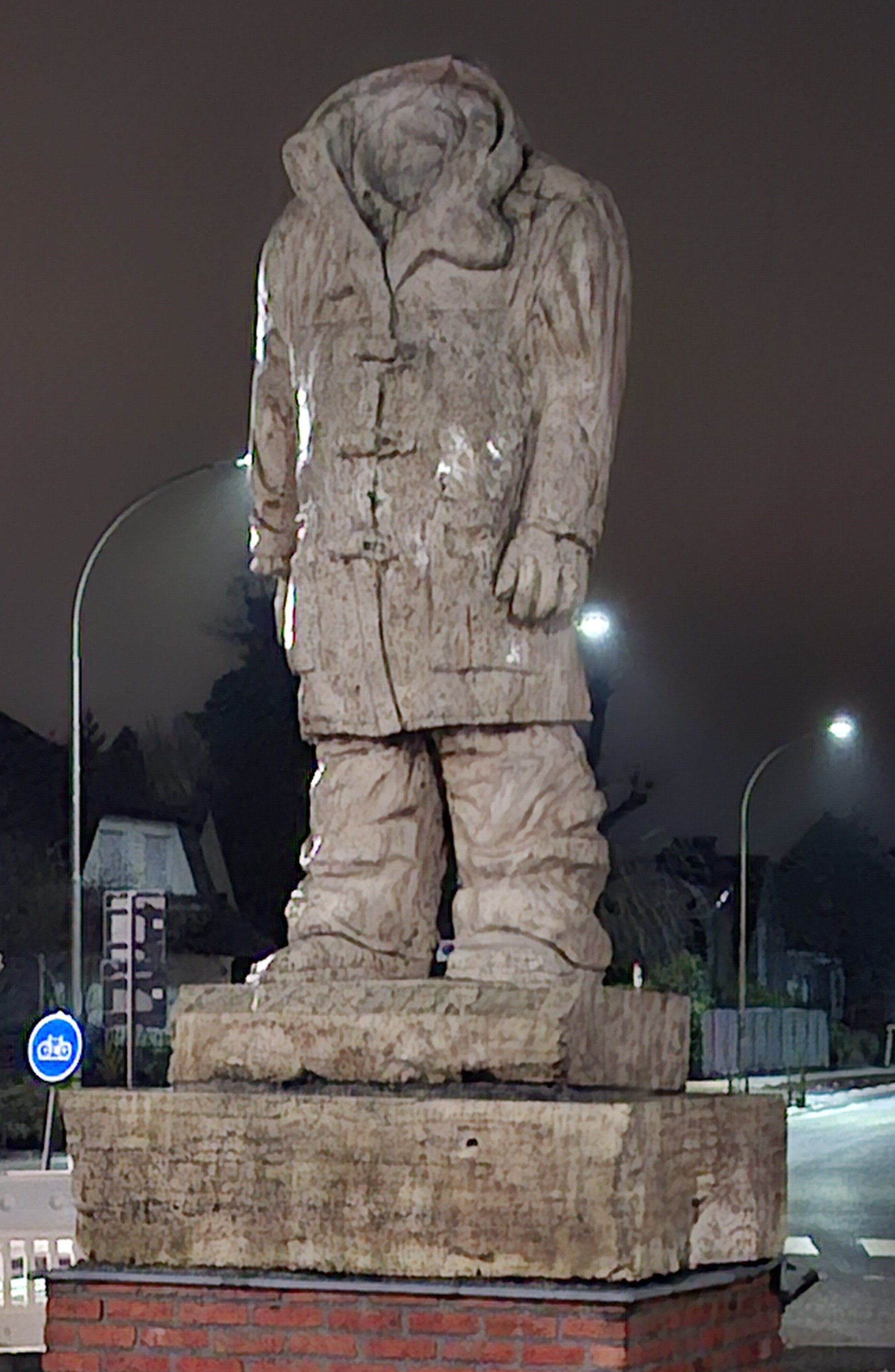
„Dufflecoat“, Statue in Duffel

Duffel ist eine belgische Gemeinde im Arrondissement Mechelen der Provinz Antwerpen. Sie besteht aus den Ortsteilen Duffel-West, Duffel-Oost und Mijlstraat.
Die erste urkundliche Erwähnung Duffels stammt aus dem Jahr 1059.

## Bedeutende Erzeugnisse
Der Duffel-Stoff des Dufflecoat ist nach dem Ort benannt.

## Söhne und Töchter der Gemeinde
- Hendrik Hondius (1573–1650), Zeichner, Kupferstecher und Verleger
- Gaétan de Knyff (1871–1933), Automobilrennfahrer
- Henri Diricx (1927–2018), Fußballspieler
- Jan Van der Roost (* 1956), Komponist und Dirigent
- Johan Leemans (* 1965), katholischer Kirchenhistoriker
- Marc Janssens (* 1968), Radrennfahrer
- Sjef De Wilde (* 1981), Radrennfahrer
- Metejoor (* 1991), Popsänger
- Andreas Pereira (* 1996), brasilianisch-belgischer Fußballspieler
- Stijn Desmet (* 1998), Shorttracker

## Weblinks

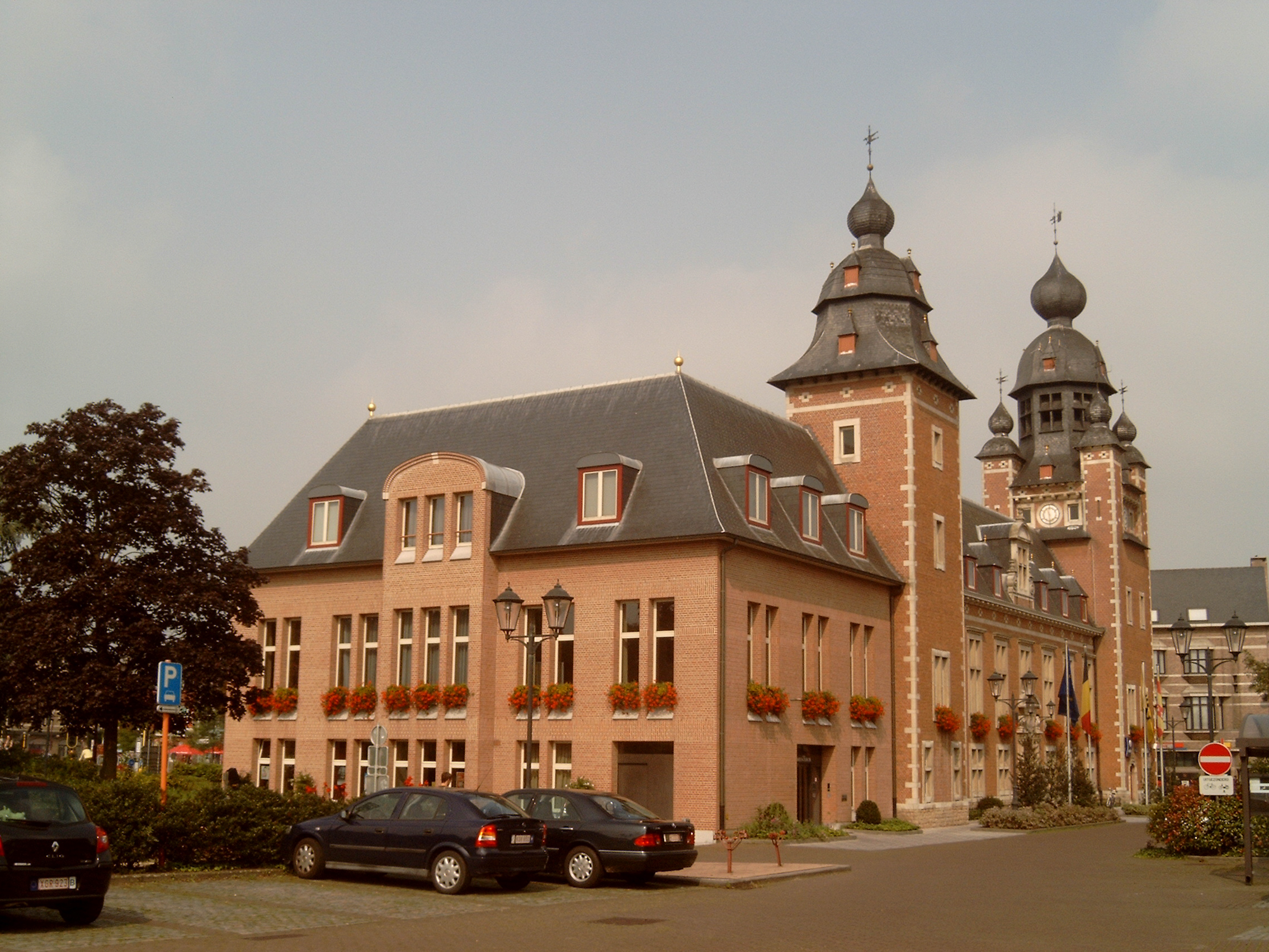
Gemeindehaus